# 4940 Polenov
4940 Polenov (1986 QY4) là một tiểu hành tinh vành đai chính được phát hiện ngày 18 tháng 8 năm 1986 bởi L. G. Karachkina ở Nauchnyj.